# Блекер, Карина
Карина Блекер (до замужества — Герритсма; нидерл. Carina Bleeker (Gerritsma); род. 22 сентября 1968, Гронинген) — нидерландская хоккеистка на траве, вратарь. Участница летних Олимпийских игр 1992 года.

## Биография
Карина Блекер родилась 22 сентября 1968 года в нидерландском городе Гронинген.
Начав заниматься хоккеем на траве, сначала была полевым игроком.
Играла в хоккей на траве за «Стихтисе» из Билтховена и «Харенсе» из Гронингена, в составе которого выигрывала чемпионат Нидерландов.
26 марта 1987 года дебютировала в женской сборной Нидерландов в Ньиверкерке в матче против США (4:1).
В 1992 году вошла в состав женской сборной Нидерландов по хоккею на траве на летних Олимпийских играх в Барселоне, занявшей 6-е место. Играла на позиции вратаря, провела 1 матч, мячей не пропускала.
В 1987—1993 годах провела за женскую сборную Нидерландов 29 матчей.
Блекер предпочитала играть в индорхоккей, поскольку в зале вратарь больше вовлечён в игру и может влиять на результат.